# قرار مجلس الأمن التابع للأمم المتحدة رقم 2182
قرار مجلس الأمن التابع للأمم المتحدة رقم 2182، المعتمد في 24 أكتوبر 2014. حظي القرار بتأييد 13 صوتا ولم يعارضه أحد مع امتناع الأردن وروسيا عن التصويت.

## روابط خارجية
- نص القرار في undocs.org